# Mariä Himmelfahrt (Atting)

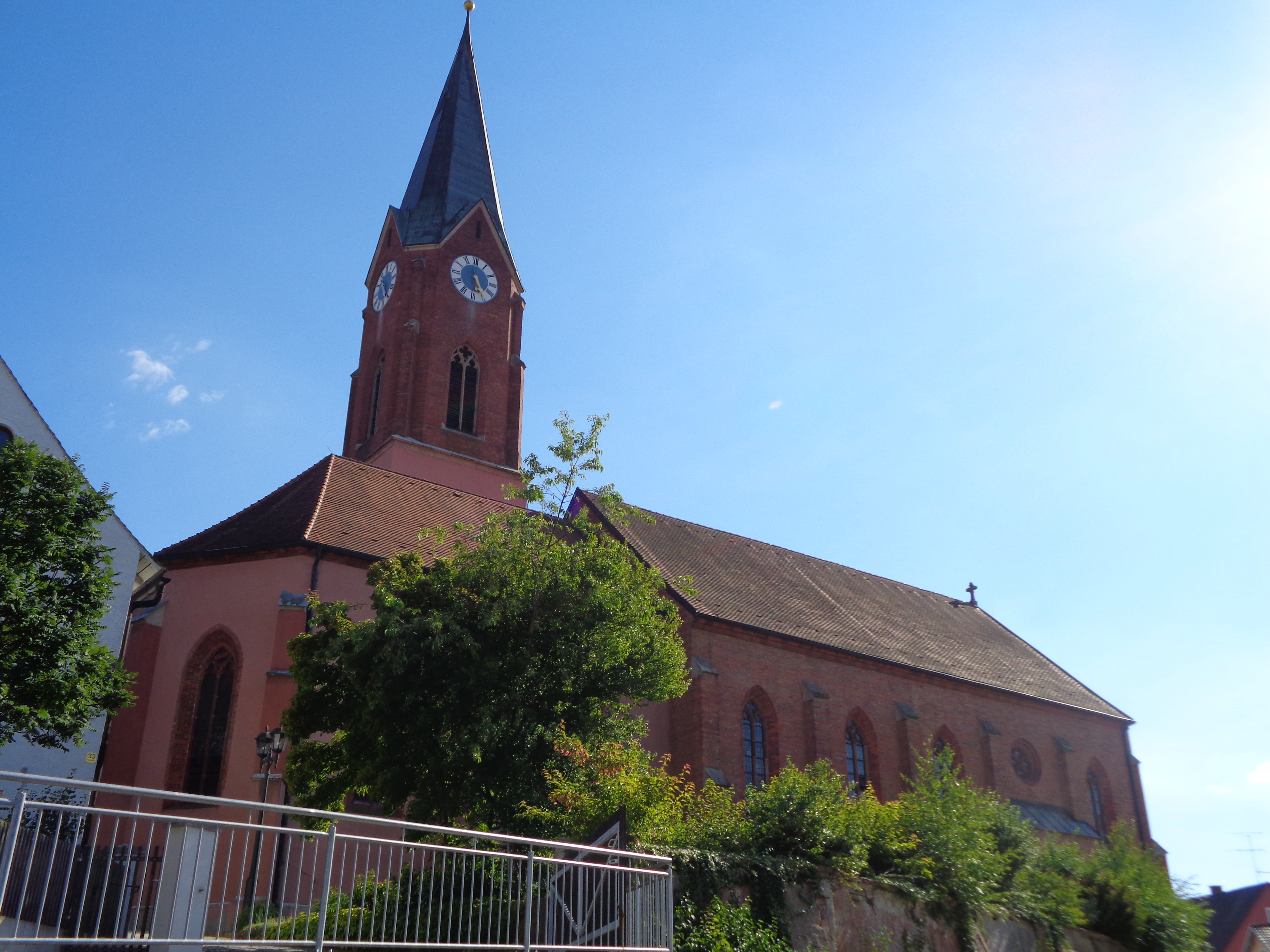
Pfarrkirche Mariä Himmelfahrt Atting

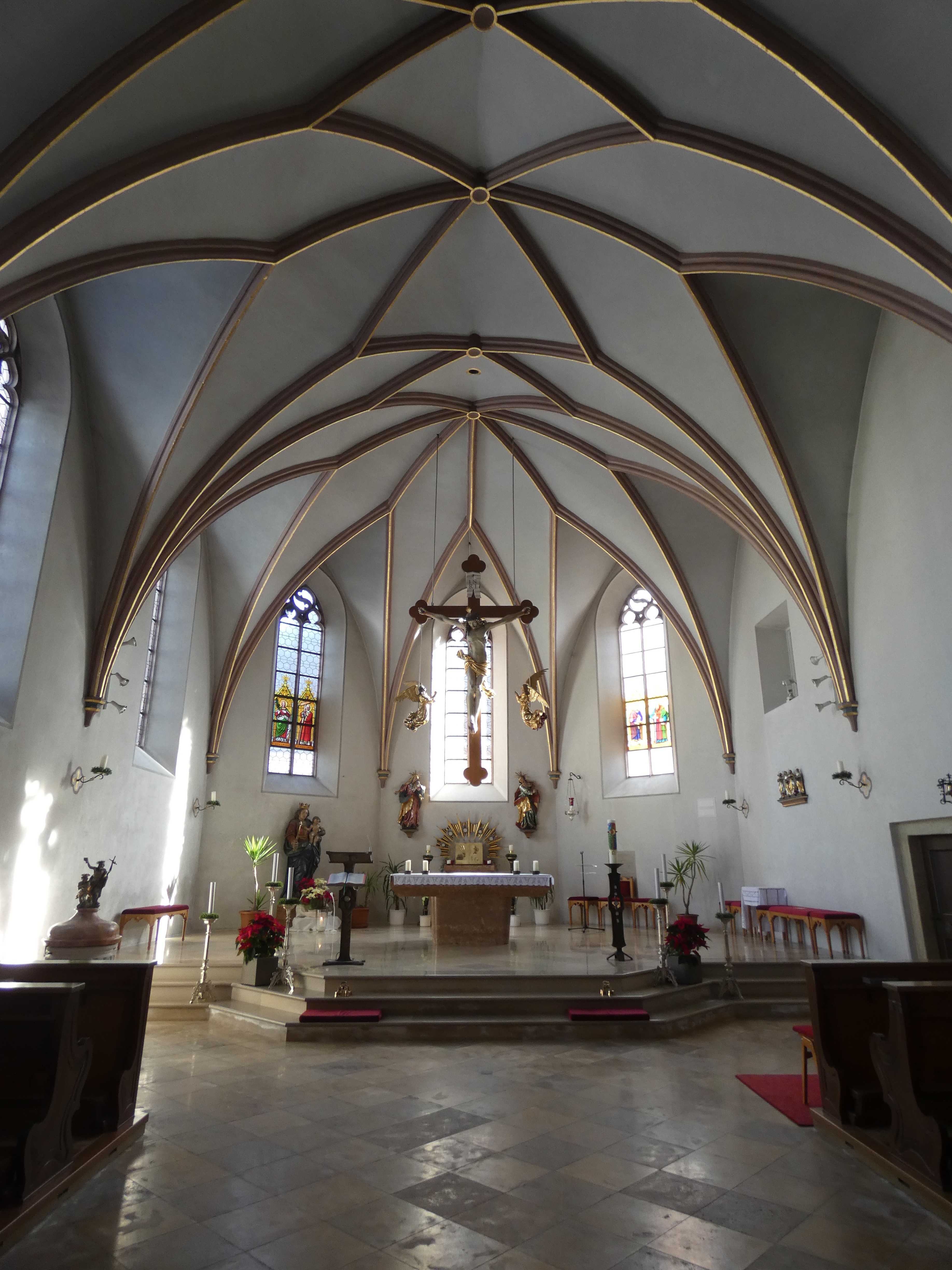
Pfarrkirche Atting – Altarraum

Die römisch-katholische Pfarrkirche Mariä Himmelfahrt steht in Atting (Niederbayern, Deutschland).

## Geschichte
Das Gotteshaus war bis 1856 eine spätgotische Kirche. Durch den Anstieg der Bevölkerungszahl in der ersten Hälfte des 19. Jahrhunderts konnte sie nicht mehr alle Gläubigen der großen Pfarrei Atting (heute Landkreis Straubing-Bogen) aufnehmen. Unter Pfarrer Sebastian Weinzierl wurde das spätgotische Kirchenschiff niedergerissen und durch einen Erweiterungs- und Verlängerungsbau 1857 nahezu vollendet. 1858 wurde das Chor- oder Presbyteriumsgewölbe erhöht (3–4 m), um die Harmonie zwischen dem höheren neuen Kirchenschiff und dem niedrigeren gotischen Chor herzustellen. Den ursprünglichen nur 22 Meter hohen Barockturm mit Zwiebelkuppel ließ Pfarrer Weinzierl 1878 auf eigene Kosten im neugotischen Stil auf 50 Meter (57 Meter mit Turmkreuz) erhöhen. 1887 wurde die Sakristei um ein Stockwerk erhöht.

## Ausstattung

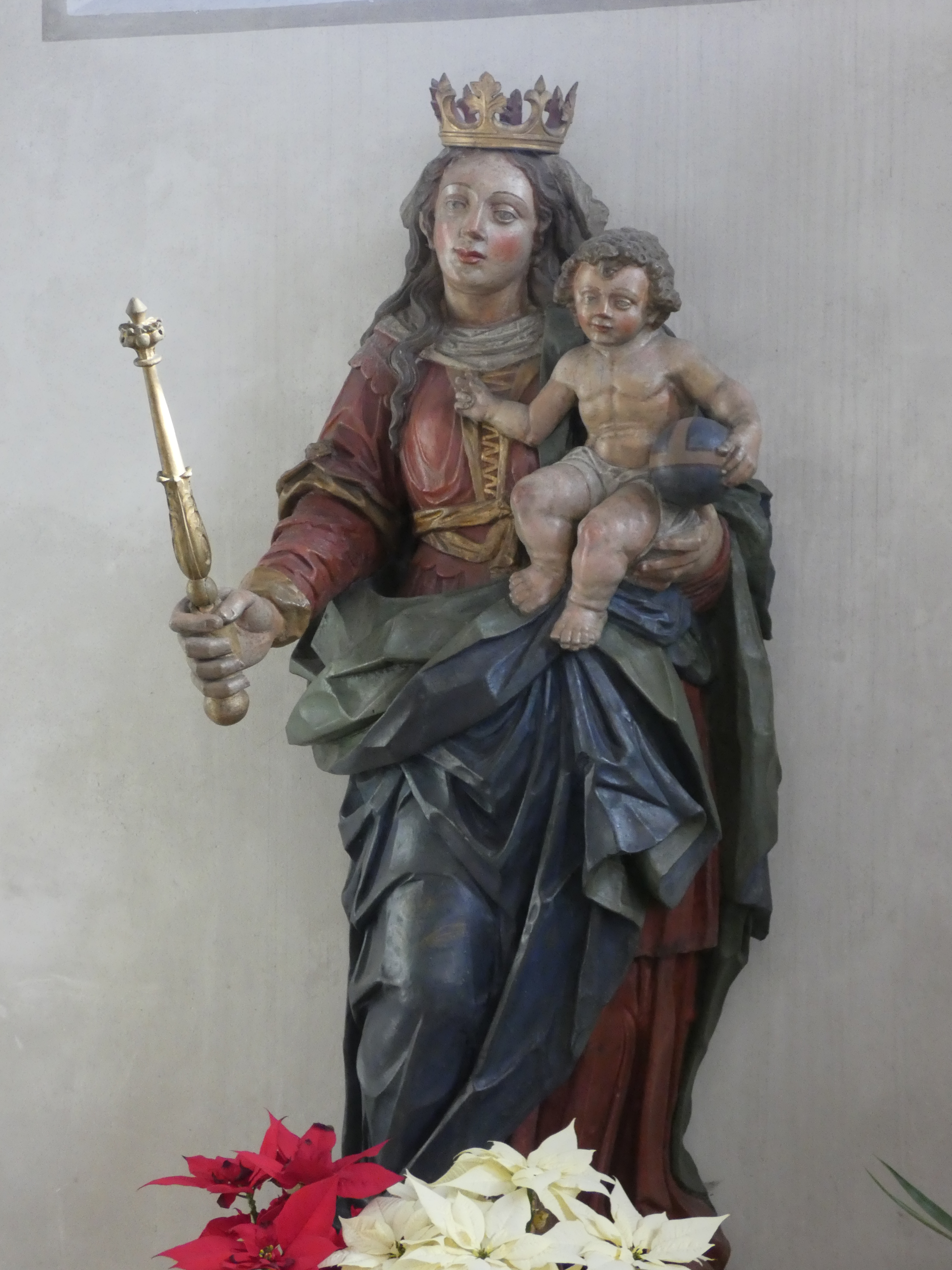
Sandsteinmadonna

Die Attinger Kirche besaß im Laufe der Geschichte einige Kirchenausstattungen, nachgewiesen ist eine vollständige im Spätbarock. Im Zuge des Kirchenneubaus in den Jahren 1856–1858 erhielt die Kirche eine neugotische Ausstattung. 1922 erfolgte eine Innenrestaurierung mit Jugendstil-Ornamenten. Die neugotische Ausstattung galt 1958 nicht mehr als zeitgemäß und wurde fast gänzlich entfernt.

### Chor
Der Chor der Attinger Kirche ist breit und geräumig. Er umfasst zwei Joche. Seine Außenmauern stammen noch aus der Spätgotik. Sie bilden fünf Seiten eines Achtecks, eine als Fünfachtelschluss bekannte Chorbauweise bei gotischen Kirchen. Die fünf Chorfenster mit Maßwerk sind neugotisch und wurden 1863 geschaffen. Zwei enthalten eine bildliche Darstellung. Das linke Fenster zeigt die heilige Katharina von Alexandria mit Palme und die heilige Katharina von Siena mit Kreuz. Im rechten Fenster sind die Apostelfürsten, der heilige Petrus mit Schlüsseln und der heilige Paulus mit Schwert abgebildet.
An der Chorrückwand befindet sich eine lebensgroße, farbig gefasste Sandsteinmadonna mit Kind (um 1630). Die Figur stand lange Zeit in der Nische der Langhausrückwand, ursprünglich außen an der Rückwand der Kirche.
Links im Chor steht ein einfacher gotischer Taufstein mit einer barocken Darstellung der Taufe Christi auf dem Deckel.
Über dem Volksaltar befindet sich ein lebensgroßes, barockes Kruzifixus (um 1750), flankiert von zwei Engelsfiguren (19. Jahrhundert). Die Assistenzfiguren des Gekreuzigten, die Schmerzhafte Mutter Gottes und der heilige Johannes, sind an der Chorrückwand angebracht. Bei den Rokoko-Figuren handelt es sich um Werke des Straubinger Künstlers Mathias Obermayr.

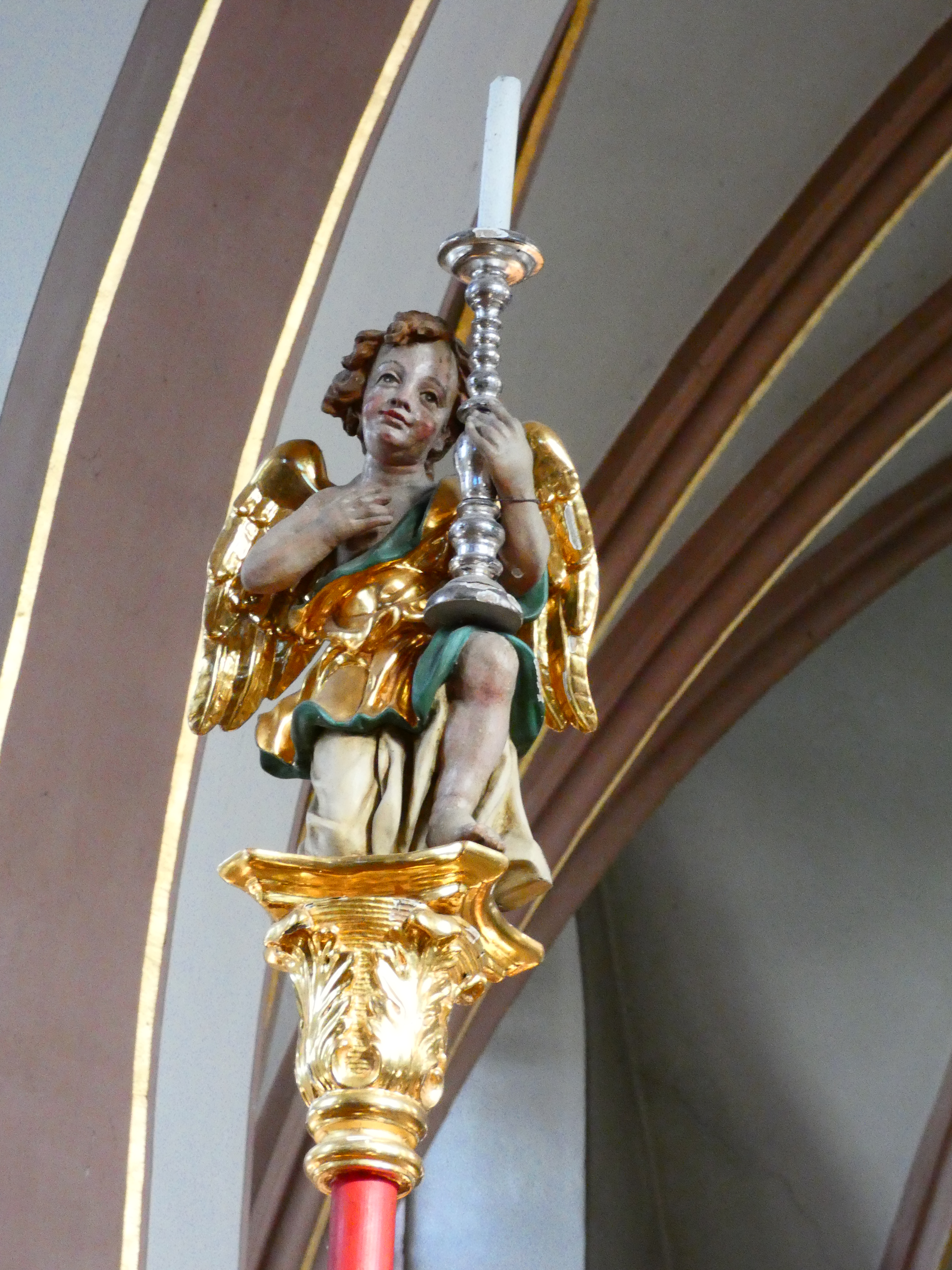
Prozessionsstange rechts

### Kirchenschiff
Rechter Seitenaltar: Das barocke Altarbild verweist auf das Patrozinium der Kirche. Ein Chronogramm gibt als Entstehungszeit des Gemäldes 1716 an. Die Signatur des Bildes weist Wolfgang Martin Hofmedl, Regensburg, als Maler aus.
Linker Seitenaltar: Das Altarbild stellt die beiden Erzdiakone Stephanus und Laurentius dar. Die Attribute der beiden Heiligen sind nur schwer zu erkennen. Am unteren Bildrand Steine, weil der heilige Stephanus gesteinigt wurde, und rechts am Bildrand der Rost, denn der heilige Laurentius wurde über stetig unterhaltenem Feuer auf einem Rost langsam zu Tode gemartert. Über beiden Märtyrern zeigt sich Christus auf Wolken mit Kreuz und Weltkugel. Das Bild stammt aus der Wallfahrtskirche Bogenberg. Als Entstehungszeit gilt um 1750. Das Bild wird dem Straubinger Hofmaler Johann Adam Schöpf zugeordnet.
Kreuzweg: Der barocke Kreuzweg an den Seitenwänden des Kirchenschiffes stammt aus der Mitte des 18. Jahrhunderts.
Prozessionsstangen: Ein Relikt aus der Barock-Rokoko-Ausstattung der Kirche sind die zwei Prozessionsstangen mit Kerzenleuchter tragenden Barockengeln rechts und links an der vorderen Bank des Mittelgangs.

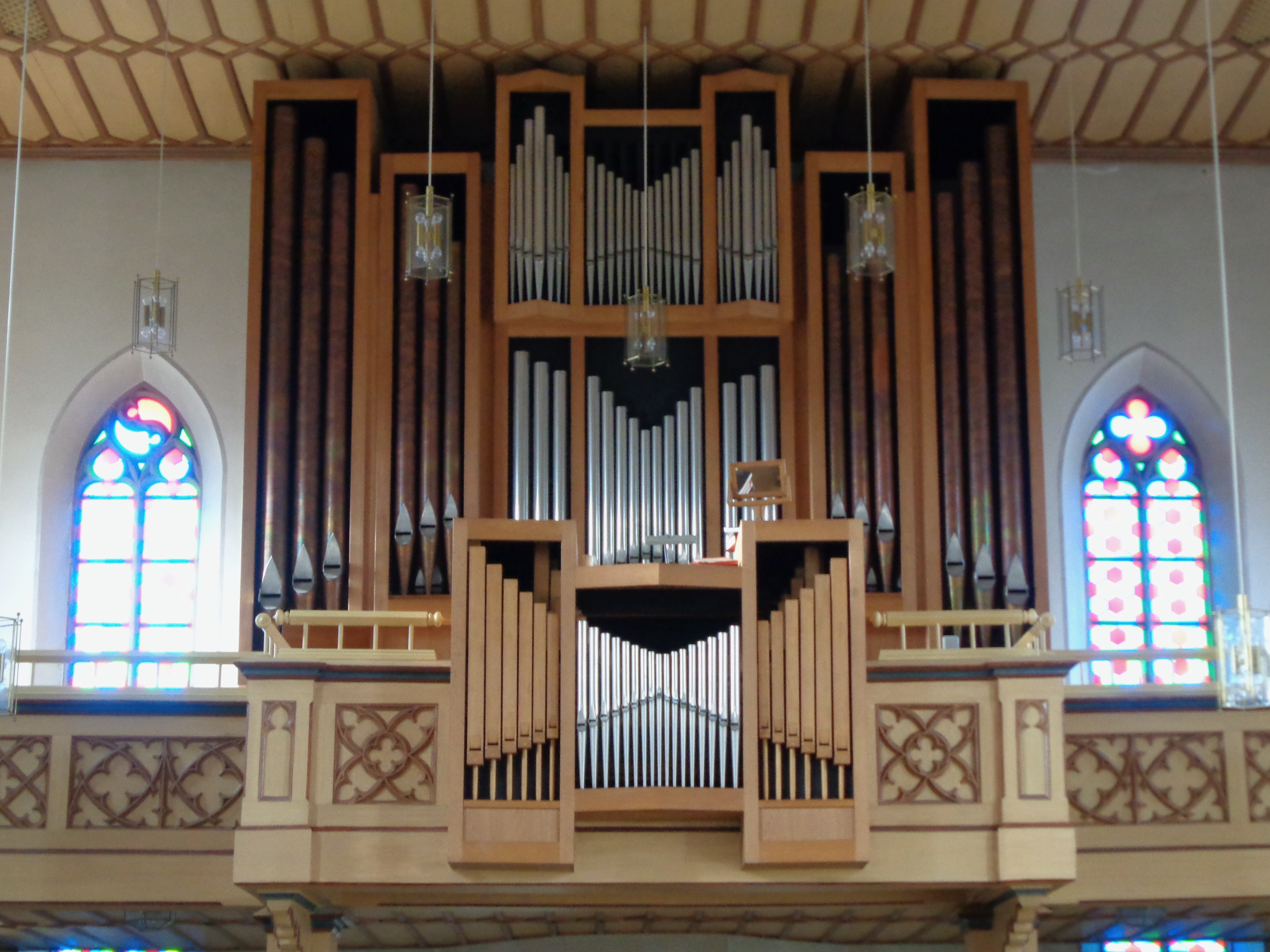
Orgel

## Orgel
Die Pfarrkirche besitzt eine Orgel mit drei Manualen und Pedal mit 30 klingenden Registern (2234 Pfeifen). Sie wurde 1979 durch die Firma Michael Weise mit mechanischer Spiel- und elektrischer Registertraktur erbaut. Das Pfeifenwerk steht auf Schleifladen, das III. Manual ist schwellbar.
Sie besitzt folgende Disposition:
| I Rückpositiv C–g3 |            |
| Holzgedackt        | 8′         |
| Holzprinzipal      | 4′         |
| Flachflöte         | 2′         |
| Jauchzend Pfeif    | 1 ⁄3′ + 1′ |
| Geigenregal        | 4′         |

| II Hauptwerk C–g3 |       |
| Prinzipal         | 8′    |
| Rohrflöte         | 8′    |
| Oktav             | 4′    |
| Nachthorn         | 4′    |
| Quinte            | 2 ⁄3′ |
| Gemshörnlein      | 2′    |
| Mixtur VI         | 1 ⁄3′ |
| Trompete          | 8′    |

| III Schwellwerk C–g3 |        |
| Gedacktpommer        | 16′    |
| Bleigedackt          | 8′     |
| Gedacktschwebung     | 8′     |
| Dolkan               | 4′     |
| Fugara               | 4′     |
| Prinzipal            | 2′     |
| Septenhörnlein IV    | 1 3⁄5′ |
| Scharff IV           | 1′     |
| Trompetenregal       | 8′     |
| Tremulant            |        |

| Pedal C–f1    |       |
| Prinzipalbass | 16′   |
| Subbass       | 16′   |
| Oktavbass     | 8′    |
| Hohlflöte     | 8′    |
| Choralbass    | 4′    |
| Rauschwerk IV | 2 ⁄3′ |
| Posaune       | 16′   |

- Koppeln: I/II, III/II, I/P, II/P, III/P
- Spielhilfen: Zwei freie Kombinationen, eine feste Kombination (Tutti), Walze, Absteller, eine freie Pedalkombination.

## Glocken
Die Pfarrkirche Mariä Himmelfahrt besitzt vier Glocken. Die alten Glocken wurden im Zweiten Weltkrieg abgenommen und eingeschmolzen. 1946 erhielt die Pfarrkirche neue Glocken. Die Glocken wurden, außer der zweitgrößten Glocke, bei der Gießerei Hamm-Hofweber gegossen und sind im Turm unterhalb der Turmuhr in einem metallenen Glockenstuhl aufgehängt. Das Sonntags-Läutemotiv ist h1-a1-g1-e1, somit sollte es sich um ein umgekehrtes Moll-Motiv handeln.
| Nr. | Name           | Gewicht | Schlagton |
| --- | -------------- | ------- | --------- |
| 1   | Hl. Margaretha | 325 kg  | h1        |
| 2   | Hl. Antonius   | 480 kg  | a1        |
| 3   | Christusglocke | 680 kg  | g1        |
| 4   | Hl. Cäcilia    | 1140 kg | e1        |